# Редукция (Швеция)
Редукция (швед. reduktion) — процесс возвращения государству (шведской короне) земель, ранее переданных во владение шведскому дворянству. Редукция проходила в XVII веке в два этапа.
Первая редукция (швед. fjärdepartsräfsten) была проведена королём Карлом X Густавом в 1655 году. Шведской короне вернулась четверть земель, выданных после 1632 года. Большая редукция 1680 года была проведена королём Карлом XI. Эта редукция вернула как земли, перешедшие к шведскому нобилитету ранее, так и забрала в пользу казны владения дворянства на захваченных землях Балтийского региона. Редукцию поддержали практически все классы шведского общества, кроме, по понятным причинам, дворянства.

## Предпосылки редукции
В середине XVII века Швеция под управлением Карла X Густава вела интенсивные войны для расширения своего присутствия в Балтийском регионе. Основными противниками Швеции в разное время были Польша, Дания и Россия, а также иные коалиции. Военным действиям Швеции сопутствовал успех, что не могло не вызывать активизации в противостоянии с другими странами-претендентами на Балтику. На определённом этапе Швеция одновременно вела боевые действия на землях Польши, Ливонии и Дании. Война с Данией окончилась Роскилльским миром 1658 года. По нему к Швеции отошли несколько датских южных провинций. Война с Польшей закончилась мирным договором 1660 года, подписанным в Оливе (под Гданьском). Швеция заполучила по нему Северную Лифляндию. В 1661 году Кардисским миром закончилась война с Россией. По нему в целом территории обеих держав остались прежними, хотя к Швеции отошло несколько пограничных городов. Швеция смогла зафиксировать экспансию, а деньги и материальные ресурсы с новых территорий позволили приостановить редукцию Карла X.
С 1672 года Швеция участвовала в Голландской и Датско-шведской (1675—1679) войнах. Швеция была союзником Франции и противостояла коалиции Бранденбурга, Дании и Голландии. Швеция смогла сохранить почти все завоевания предыдущих десятилетий, но постоянные военные расходы основательно подорвали финансовое благосостояние короны. Государственный долг достиг 20 миллионов далеров. Швеция едва могла кормить и так сократившуюся армию, и редукция земельной собственности дворянства Швеции и дворянства захваченных территорий (в основном остзейского нобилитета) становилась главным способом восстановления экономического могущества Шведского государства.

## Крестьянский вопрос
Шведское крестьянство всегда было лично свободным (незакрепощённым) и делилось на две основные группы. Так называемые фрельзовые (швед. fralsebonde «свободные») крестьяне обрабатывали землю феодалов, другая часть сословия обрабатывала земли короны и считалась государственным или податным, скаттным (швед. skatt — подать) крестьянством. К середине XVII века шведский нобилитет значительно увеличил свои земельные владения путём захвата коронных и общинных земель. Если ещё век назад шведскому крестьянству, в основном своей массе податному, жившему на землях короля, было доступно более половины пахотных участков, то к началу правления Карла XI число податных землепашцев уменьшилось вдвое из-за активности нобилитета.
Особенностью шведского социального устройства было то, что податные крестьяне де-юре принадлежали королю, но при этом по факту давно являлись наследственными собственниками обрабатываемых земель. Они участвовали в местном самоуправлении, были представлены в риксдаге. Фрельзовые крестьяне находились на землях дворян, платили за землю натуральные и денежные оброки, и хоть никогда не являлись крепостными, но имели меньше прав и свобод, чем государственные крестьяне.
Массовый переход коронных земель в собственность дворянства уреза́л права государственных крестьян. Они теряли права на землю (на практике — их многопоколенческую наследственную собственность) и попадали в зависимость нобилитета. Члены риксдага, представлявшие крестьянство, постоянно подчёркивали, что лично свободные люди теперь массово превращались в жителей, напрямую зависимых от феодалов.
Усиление позиций шведской аристократии выразилось, в том числе, и в уменьшении прав и свобод фрельзового крестьянства. Теперь крестьянин, обрабатывавший ленные земли, при появлении оброчного долга перед землевладельцем не мог сменить «владельца» до его возврата. Не считая того, что все материально-финансовые сборы с фрельзовых крестьян шли непосредственно владельцам земель, теперь шведская аристократия могла также отправлять зависимых крестьян в рекруты.
К 70-м годам XVII века вопрос редукции — возвращении в казну захваченных дворянством государственных земель — стал едва ли не самым острым в Швеции. Земли короны уже мало влияли на благосостояние страны. В редукции оказались заинтересованы все классы, кроме лендлордов.
Крестьянство рассчитывало, что редукция вернёт их в статус обрабатывающих земли короны, что гарантировало посильные королевские налоги и отсутствие давления на личную свободу.
Бюргеры ждали от редукции снижения налоговой нагрузки, потому что Швеция вновь бы заполучила такой ресурс, как государственные земли.
Также надо учитывать тот факт, что шведская армия XVII в. набиралась из числа свободных крестьян. Сокращение этого сословия уменьшало рекрутскую социальную базу, чего нельзя было допускать в условиях частых европейских войн того времени.

## Результаты
Редукция положительно сказалась на увеличении доходов казны и стимулировала экономическое развитие Швеции, ослабила позиции нобилитета Швеции и недавно захваченных регионов: Ингерманландии, Эстляндии, Лифляндии и шведской Померании. К 90-м годам XVII века годам ежегодная прибыль казны от редукции оценивалась в 3 млн далеров.
Редукция значительно усилила политическую и экономическую власть короля и существенно снизила значение аристократии. Риксрод, представлявший и защищавший до начала редукции интересы шведских дворянских верхов, практически потерял своё прежнее значение.
Армия была увеличена. Карл XI мог считаться абсолютным монархом.
Тем не менее аристократия Швеции сохранила свои наследственные имения. Крестьянство оказалось в целом не удовлетворено редукцией. Воспользоваться плодами аграрно-политической реформы смогла лишь состоятельная часть крестьянства (особенно при последующем законе 1701 года, который позволил покупать в собственность коронные земли). Среднее крестьянство было недовольно размерами новых наделов и повышением соответствующих налогов. Среди беднейших слоёв крестьянства батрачество стало массовым явлением. Малоземельное крестьянство эксплуатировалось через денежную или издольную аренду. Появилась и капиталистическая аренда: когда богатые крестьяне или управляющие землевладельцев арендовали их земли, выплачивая ренту и извлекая прибыль из интенсивного использования труда батраков.
Стоит отметить разницу и в сути, и в глубине редукции непосредственно в Швеции и на относительно недавно захваченных землях. Крестьяне прибалтийских провинций, даже при переходе в статус «государственных», не получали никакой личной свободы. При этом тяжесть платежей и оброков только возрастала. Швеция при фактическом поглощении земель местного дворянства не распоряжалась наделами самостоятельно, а оставляла их им на правах аренды.
Прибалтика к окончанию XVII века находилась в положении колониальных земель для Швеции. Ситуацию усугубляли несколько неурожайных лет и массовые эпидемии. Поэтому к началу Северной войны всё это не могло не сказаться на настроениях населения этих земель и настроении остзейского дворянства. Так, одним из примеров последствий шведской редукции в Прибалтике для местного нобилитета стал тот факт, что немалая часть из них в новой войне не поддержала шведскую сторону. Одним из наиболее заметных деятелей, пострадавших от редукции и впоследствии перешедших на русскую службу, стал Иоганн Паткуль.